# Ford F-Series (deuxième génération)
La deuxième génération du Ford F-Series est une série de pick-ups produits par Ford des années modèles 1953 à 1956. Dans la lignée de la génération précédente, le F-Series englobait une large gamme de véhicules, allant des pick-ups légers aux véhicules utilitaires lourds. À la place de la précédente gamme Bonus-Built, Ford commercialise désormais sa gamme de pick-ups sous le nom de gamme «Triple Economy».
Pour davantage mettre l'accent sur la mise à jour du modèle, Ford a modifié la nomenclature des modèles du F-Series, passant d'un seul numéro à trois numéros; par la suite, ce système est resté utilisé sur tous les pick-ups Ford F-Series jusqu'à nos jours.
Parallèlement au changement de nom, cette génération a marqué plusieurs premières pour le F-Series, notamment un siège réglable (assez large pour 3 personnes), des freins assistés, et l'introduction de la transmission automatique Ford-O-Matic en option. Dans la lignée des voitures de Ford, les ceintures de sécurité ont été introduites en option en 1956.
Le F-Series de deuxième génération a été produit par Ford dans onze usines aux États-Unis; Ford Canada a commercialisé la gamme de modèles sous les plaques signalétiques F-Series et Mercury M-Series. Ford Brésil a inauguré sa production locale avec cette gamme de modèles, la produisant de 1957 à 1962.

## Présentation du modèle

### Mise à jour de 1956
Le F-100 de 1956 est un style de carrosserie d'un an seulement. Le F-100 de 1956 est facilement identifiable car il a des piliers de pare-brise verticaux et un pare-brise enveloppant par opposition aux piliers inclinés et au pare-brise incliné du modèle de 1953-55. Le modèle de 1956 offrait également une plus grande lunette arrière enveloppante en option.

### Détails du groupe motopropulseur
Le F-100 de 1954 était la dernière année pour le moteur Flathead aux États-Unis. Les modèles du Canada (Mercury M-Series), cependant, ont conservé le moteur Flathead. 1954-55 a vu l'introduction du nouveau V8 Y-block de 239 pouces cubes à soupapes en tête, surnommé "Power King". La cylindrée du moteur six cylindres a également été augmentée, passant de 215 à 223 pouces cubes, et la direction assistée a été introduite en option. Au cours des années suivantes, le moteur Y-block 239 a été remplacé par les moteurs 256, 272 et 312.
| Moteur                                                               | Années  | Puissance      |
| -------------------------------------------------------------------- | ------- | -------------- |
| Six cylindres en ligne de 215 pouces cubes (3 520 cm3)               | 1953    | 101ch (75 kW)  |
| V8 Flathead de 239 pouces cubes (3 920 cm3)                          | 1953    | 100ch (75 kW)  |
| Six cylindres en ligne Mileage Maker de 223 pouces cubes (3 650 cm3) | 1954–55 | 115ch (86 kW)  |
| V8 Y-block de 239 pouces cubes (3 920 cm3)                           | 1954–55 | 130ch (97 kW)  |
| Six cylindres en ligne Mileage Maker de 223 pouces cubes (3 650 cm3) | 1956    | 137ch (102 kW) |
| V8 Y-block de 256 pouces cubes (4 200 cm3)                           | 1955    | 140ch (104 kW) |
| V8 Y-block Truck 2V de 272 pouces cubes (4 460 cm3)                  | 1956    | 172ch (128 kW) |
| V8 Y-block de Lincoln de 279 pouces cubes (4 570 cm3)                | 1954-56 | 152ch (113 kW) |
| V8 Y-block de Lincoln de 317 pouces cubes (5 190 cm3)                | 1954-56 | 170ch (127 kW) |
| V8 Y-block de Lincoln de 368 pouces cubes (6 030 cm3)                | 1956    | 300ch (224 kW) |

## Modèles
Dans le cadre du changement de modèle par rapport à la première génération, la nomenclature des modèles du F-Series a été modifiée d'un numéro unique désignant chaque gamme du modèles à un numéro de gamme à trois chiffres; ce système est toujours utilisé aujourd'hui.
Le F-1 de 1⁄2 tonne est devenu le F-100, les F-2 et F-3 ont été regroupés dans le F-250 de 3/4 de tonnes, le F-4 devenant le F-350. Les F-5 (1 tonne 1⁄2) et F-6 (2 tonnes) de poids moyen sont devenus respectivement les F-500 et F-600. Les pick-ups lourds F-7, F-8 et F-9 "Big Job" sont devenus les séries F-700, F-750, F-800 et F-900.
Pour 1956, des versions du F-100 et du F-250 à poids nominal brut inférieur ont été introduites (sous les codes de modèle F-110 et F-260).

## Galerie
|                                                               |
| Mercury M-100 de 1953, un F-100 rebadgé, uniquement au Canada |

|                    |
| Ford F-100 de 1953 |

|                    |
| Ford F-100 de 1955 |

|                               |
| Mercury M-100 pick-up de 1956 |

|                    |
| Ford F-100 de 1956 |